# La Fiancée thaïlandaise
Pour plus de détails, voir Fiche technique et Distribution.
La Fiancée thaïlandaise (titre original allemand : Gekauftes Glück) est un film helvético-allemand réalisé en 1988 par Urs Odermatt. Le metteur en scène allemand Werner Herzog y joue le second rôle masculin aux côtés de l’Autrichien Wolfram Berger. L’actrice thaïe Arunotai Jitreekan (อรุโณทัย จิตตรีขันธ์) apparaît quant à elle pour la première fois dans un film tourné en dehors de Bangkok.
La Fiancée thaïlandaise a été l’un des films d’auteurs suisses ayant obtenu le succès le plus retentissant auprès de la presse et du public.

## Synopsis
C’est avec beaucoup d’impatience que l’agriculteur Windleter attend à l’aéroport de Zurich l’arrivée de la Thaïlandaise Arunotai censée vivre avec lui dans son village perdu. Après des difficultés initiales à se comprendre, le couple s’entend de mieux en mieux, mais les mauvaises langues du village vont bon train et ne baissent pas la garde à l’encontre de l’étrangère.
Trouver une femme pour la vie n’est pas toujours aisé, et c’est même un problème existentiel pour Windleter, paysan nidwaldien qui vit seul dans son village paumé depuis la mort de sa mère, car rien ne peut fonctionner à la ferme s’il n’y a pas de femme à la maison. Or, ses tentatives pour se trouver une fiancée dans les villages voisins sont autant de désillusions. Les jeunes femmes ne veulent pas de lui, et lui ne veut pas les plus vieilles. Ses approches matrimoniales par la voie de l’ordinateur et des petites annonces sont tout aussi infructueuses. Finalement, Windleter commande pour la somme de 5000 francs une fille de paysans thaïlandaise par l’entremise d’un proxénète. Quelques semaines plus tard, une jeune et jolie Thaïlandaise arrive donc à la ferme en tant qu’épouse Windleter. La jalousie des femmes, la lubricité des hommes et l’hypocrite morale villageoise s’unissent dans une maudite alliance.
Le film commence et finit par un enterrement, avec entretemps un cas mortel d’intolérance chez les ploucs, de hargne, d’envie, de jalousie et de désir en cadre villageois. La fragile et prudente histoire d’amour naissante entre le paysan de montagne avare de paroles et sa timide jeune femme thaïlandaise n’a aucune chance.

## Contexte
Outre le réalisateur de La Fiancée thaïlandaise, Urs Odermatt, l’émission de débat hebdomadaire Zischtigs-Club de la télévision suisse-alémanique avait également invité le proxénète Simon Amstad d’Embrach (ZH) parmi ses intervenants à l’émission du 27 juin 1989 intitulée Die Importware Liebe: Pflegeleichte Frauen aus der 3. Welt et consacrée aux amours importées. Visiblement furieux, l’homme allait y proférer des propos injurieux, suscitant pendant l’émission déjà les plaintes téléphoniques des téléspectateurs quant à son comportement. « Le réalisateur Urs Odermatt se souvient que d’autres esclandres ont encore eu lieu au studio peu après l’émission entre Amstad et des personnes travaillant derrière la caméra. » (Blick, 29 juin 1989)

## Fiche technique
- Titre : La Fiancée thaïlandaise
- Titre original : Gekauftes Glück
- Titres en d'autres langues :
  - (en) Bride of the Orient
- Réalisation : Urs Odermatt
- Scénario : Urs Odermatt et Birgit Flüeler (dialogues)
- Production : Cinéfilm AG, Christoph Locher
- Photographie : Rainer Klausmann
- Montage : Ulrike Pahl
- Pays d'origine :  Suisse et  Allemagne de l'Ouest
- Langue originale : Dialecte nidwaldien, allemand
- Format : Couleurs - 35 mm
- Durée : 98 minutes
- Sortie : 1988

## Distribution
- Wolfram Berger : Windleter
- Arunotai Jitreekan : Arunotai
- Werner Herzog : Businger, secrétaire communal
- Mathias Gnädinger : Tenancier du « Hirschen »
- Günter Meisner : Curé Barmettler
- Michael Gempart  : Préposé de la Poste
- Marie-Thérèse Mäder : Jeannine
- Helen Vita : Agente matrimoniale
- Annamirl Bierbichler : Vreneli
- Jan Kadlec : Boris, souteneur
- Enrique Bohorquez : Faden-Kari

## Critiques
« Urs Odermatt […] a réussi une belle prouesse avec son premier film : chorégraphie soignée des regards qui se distingue de façon bienvenue des bavardages courants des films d’auteurs en langue allemande. » (Heike Kühn: Das Böse in den Bergen – Urs Odermatts eindringlicher Debütfilm Gekauftes Glück, Frankfurter Rundschau, 11 mars 1989)
« Raconté en des images savamment structurées, ce film audacieux d’Urs Odermatt n’aborde pas uniquement le problème actuel du manque de femmes dans les zones de montagne, il traite aussi de l’absence de parole et de la brutalisation intérieure de l’homme moderne. Loin de toutes les idylles à la Gotthelf, La fiancée thaïlandaise évolue dans le contexte spirituel du Heimatfilm critique de Peter Fleischmann Jagdszenen in Niederbayern (Scènes de chasse en Basse-Bavière). À l’instar de ses modèles littéraires Horváth et Kroetz, Odermatt ne juge pas ses personnages – il a pitié d’eux, et le film pourrait sans autre reprendre à son compte le credo « Dommage pour l’être humain ». (Gerhart Waeger: Innerschweizer Jagdszenen. TR 7, 23/1989)

## Récompenses
- La Filmbewertungsstelle (Centre d’évaluation des films de Wiesbaden, FBW) de Wiesbaden a attribué en 1988 la distinction Wertvoll au film La Fiancée thaïlandaise.
- La Fiancée thaïlandaise a été récompensée en 1989 par le « R d’argent » dans le cadre du festival du film RiminiCinema à Rimini.

## Lieu de tournage
La Fiancée thaïlandaise se déroule dans les montagnes nidwaldiennes, en l’occurrence dans la localité imaginaire d’Oberrickental, nom forgé à partir des localités d’Oberrickenbach et d’Isenthal où le film a été tourné au début de l’été 1987.